# MG 18 TuF
MG 18 TuF (нім. Tank und Flieger Maschinengewehr — протитанковий і зенітний кулемет) — перший в світі великокаліберний кулемет, представляв собою збільшену модифікацію MG 08 під набій 13,25×92 мм SR.

## Опис
Розміщувався кулемет на колісному лафеті. Кулемет вражав бронебійними кулями всі типи бронемашин на дистанції 500 метрів. На відстані до 100 метрів міг пробивати лист сталі у 22 мм товщиною. Вага становила 133,7 кг, що суттєво обмежувало мобільність. Для стрільби використовувався спеціальний набій 13,25 × 92 мм SR сконструйований патронною фабрикою Polte в Магдебурзі. Кулеметний розрахунок складався від 2 до 6 осіб.

## Історія
MG 18 TuF призначався для боротьби з англійськими танками на заключному етапі Першої світової війни. Рішення про створення MG 18 TuF було прийнято в 1917 році, коли загроза від англійської бронетехніки була визнана серйозною. Кулемет не мав єдиного виробника, що ускладнювало доведення до серійного виробництва, виробництвом займалися кілька субпідрядників. Передбачалося, що складанням буде займатися Machinenfabrik Augsburg-Nurnberg AG. В результаті було вироблено лише кілька кулеметів і проект був закритий. Хоча 13 серпня 1918 року був прийнятий на озброєння кайзерівської армії під індексом MG.18.
Поразка Німеччини у Першій світовій війні завадила налагодженню виробництва. У січні 1919 року із запланованих 4000 кулеметів, було зроблено лише 50 штук. Крайня дорожнеча і вага MG 18 TuF також дуже шкодили подальшим конструкторським розробкам в області великокаліберних кулеметів, так як німці вирішили, що в майбутньому протитанкові завдання буде вирішувати дрібнокаліберна артилерія. Це зумовило відсутність піхотних великокаліберних кулеметів у Вермахту у Другій світовій війні, через що німці були змушені переробляти авіаційні кулемети крупного калібру в піхотні.